# お客様は神サマーConcert 55万人愛のリクエストに応えて!!
『お客様は神サマーConcert 55万人愛のリクエストに応えて!!』（おきゃくさまはかみサマーコンサート ごじゅうごまんにんあいのリクエストにこたえて!!）は、日本の男性アイドルグループ、KAT-TUNの1枚目のDVD。

## 概要
当時、ジャニーズJr.だったKAT-TUNの初単独コンサート。55万人もの応募が殺到した、2002年8月10・11日の東京国際フォーラムの模様を収録。インタビューやジャケット撮影時のオフショットを収録。内容はDVD・VHS共に同じである。
- 28Pブックレット封入
- 当時出演していた『SHOCK』の楽屋であった亀梨と上田との喧嘩をダンスで再現したものが収録されている。

## 収録内容
※ カッコ内は原曲アーティスト

### Disc 1
1. Red Sun
2. Rocks（KinKi Kids）
3. DRIVE ME DRIVE ON
4. LOVE or LIKE
5. Change
6. 自由であるために（V6） - 赤西仁・A.B.C.
7. 愛の唄 〜チョンマル サランヘヨ〜（チョナン・カン） - K.K.Kity
8. 月光 - K.K.Kity
9. Maybe Your Love - 亀梨和也・Ya-Ya-yah
10. BEAT YOUR HEART（V6）
11. 愛してる 愛してない（米倉利紀） - 中丸雄一
12. DO YO THANG（森田剛）- 田中聖
13. ピカピカII
14. 君を想うとき（TOKIO） - 赤西仁
15. 大きな古時計 - 赤西仁・田口淳之介
16. アルプス一万尺 - 亀梨和也・田中聖・上田竜也
17. 勇気100%
18. 世界がひとつになるまで（Ya-Ya-yah） - 亀梨和也・田中聖・赤西仁
19. 赤い靴 - 田口淳之介・中丸雄一
20. クラリネットをこわしちゃった - 亀梨和也・田中聖
21. みんなでワーッハッハ!（TOKIO）
22. NATURE BOY（V6）
23. Feel your breeze（V6）
24. 情熱の一夜 - 田口淳之介（少年隊）
25. 雪が降ってきた（SMAP） - 上田竜也
26. クレイジーラブ - 上田竜也
27. Hey! みんな元気かい?（KinKi Kids）
28. 情熱 - 亀梨和也
29. ボクの背中には羽根がある（KinKi Kids） - 田中聖・赤西仁
30. 夏の王様（KinKi Kids） - 亀梨和也・田中聖・田口淳之介
31. ジェットコースター・ロマンス（KinKi Kids） - 上田竜也・中丸雄一
32. やめないで,PURE（KinKi Kids） - 上田竜也・中丸雄一・田中聖
33. 愛されるより 愛したい（KinKi Kids） - 赤西仁
34. 離さないで愛 - 亀梨和也

### Disc 2
1. BEST FRIEND（SMAP）
2. ど～にかなるさ
3. MASSIVE BOMB（V6）
4. JUMBO（TOKIO）
5. MY ANGEL, YOU ARE ANGEL

〈ENCORE〉
1. 瞳を閉じて
2. ダイナマイト（SMAP）